# Föderationsversammlung
Die Föderationsversammlung (russisch Федеральное Собрание), auch Bundesversammlung genannt, ist das aus zwei Kammern bestehende Parlament Russlands. Nach Artikel 94ff. der russischen Verfassung von 1993 sind die beiden Kammern folgendermaßen bestimmt:
- Oberhaus: der Föderationsrat (170 Sitze, Vertreter der Föderationssubjekte/Gliedstaaten)
- Unterhaus: die Staatsduma (450 Sitze, vom Volk gewählt)

Beide Parlamentskammern befinden sich in Moskau, allerdings in verschiedenen Gebäuden. Staatsduma und Föderationsrat versammeln sich in der Regel separat, mit der Ausnahme der jährlichen Rede des russischen Präsidenten zur Lage der Nation sowie zu sonstigen außergewöhnlichen Ereignissen.